# День памяти жертв коммунистического режима в Чехии

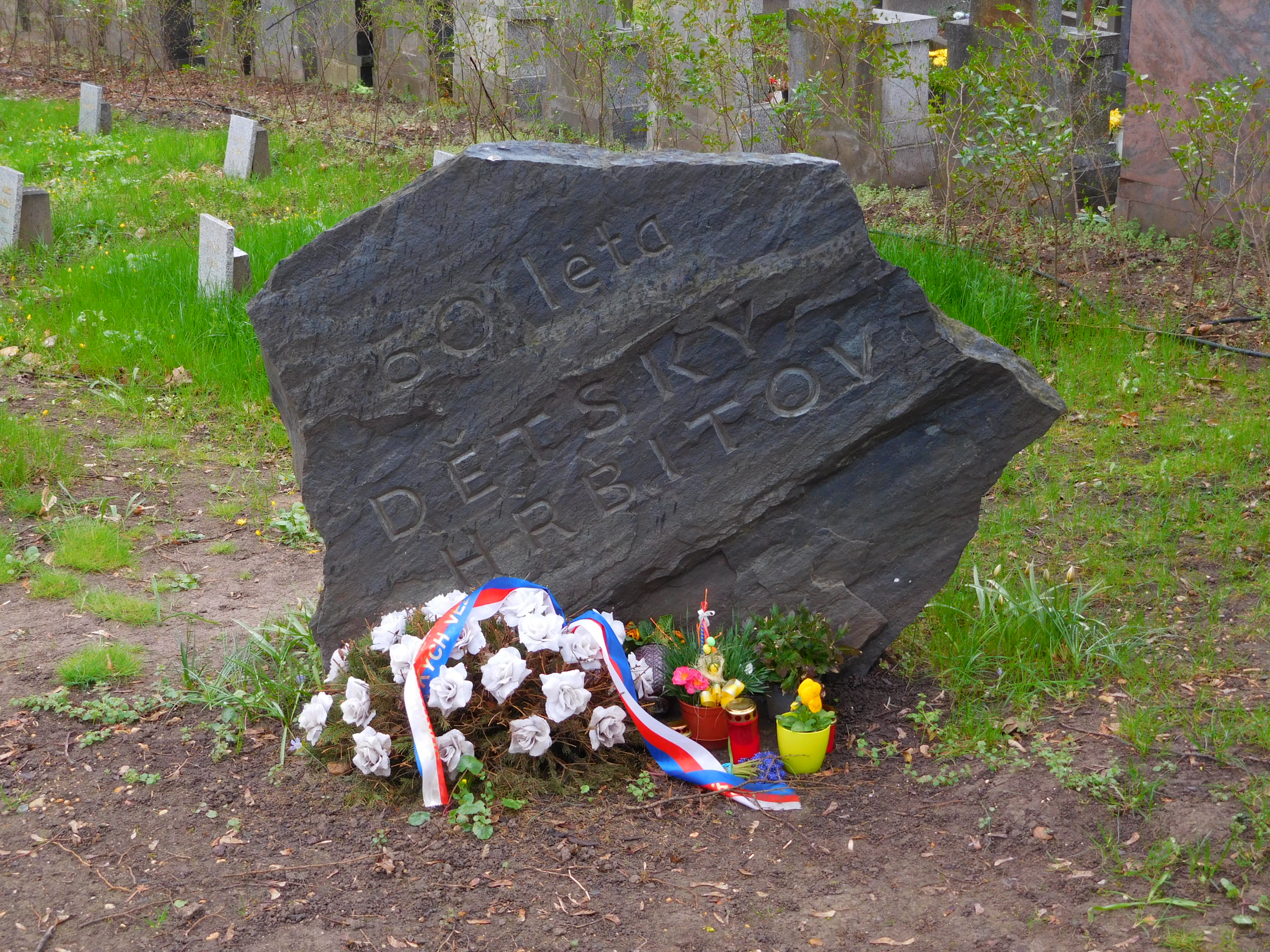
Памятник репрессированным детям на кладбище в Праге

День памяти жертв коммунистического режима в Чехии  — один из памятных дней Чехии, ежегодно отмечаемый 27 июня. Дата учреждена в честь Милады Гораковой, являвшейся членом Чехословацкой национально-социалистической партии и активной противницей коммунизма. По результатам сфабрикованного процесса 8 июня Милада Горакова была осуждена и 27 июня 1950 года повешена.
Традиционно, основное торжество проходит у памятника Миладе Гораковой. Мероприятия Дня памяти жертв коммунистического режима в Чехии направлены также на то, чтобы отдать дань и другим жертвам судебных процессов, которые были сфабрикованы в 1950-х годах привержанцами коммунистической идеалогии.
Шествие по улицам Праги — одно из обязательных мероприятий программы. В нём, в частности, принимают участие школьники, переодетые в форму заключённых. Целью данного шествия является привлечение внимания общественности к важности этого дня.